# Piromorfita
La piromorfita és un mineral de la classe dels fosfats. És un clorofosfat de plom, de fórmula química Pb₅(PO₄)₃Cl, que cristal·litza en el sistema hexagonal, i que sol aparèixer a la zona d'oxidació dels dipòsits de minerals primaris de plom com és ara la galena. En alguns llocs s'ha pogut aprofitar com a mena de plom. Es troba en cristalls en forma de prisma hexagonal, sovint amb els extrems en forma de piràmide o arrodonits en forma de bóta, generalment de color verd més o menys intens. Forma part d'una sèrie amb la mimetita (Pb₅(AsO₄)₃Cl) i la vanadinita (Pb₅(VO₄)₃Cl), dins la qual en alguns casos només només es pot distingir per anàlisis químiques. La duresa Mohs es troba entre 3,5 i 4,0, i la densitat es troba entre 6,7 g/cm³ i 7,0 g/cm³. Pertany al grup de l'apatita.
Segons la classificació de Nickel-Strunz la piromorfita pertany a «08.BN - Fosfats, etc. amb anions addicionals, sense H₂O, només amb cations de mida gran, (OH, etc.):RO₄ = 0,33:1» juntament amb els següents minerals: aradita, magganasita, fluorpiromorfita, fluorsigaiïta, fluoralforsita, alforsita, belovita-(Ce), clorapatita, mimetita-M, johnbaumita-M, fluorapatita, hedifana, hidroxilapatita, johnbaumita, mimetita, morelandita, fluorstrofita, svabita, turneaureïta, vanadinita, belovita-(La), deloneïta, fluorcafita, kuannersuïta-(Ce), hidroxilapatita-M, fosfohedifana, hidroxilpiromorfita, estronadelfita, fluorfosfohedifana, carlgieseckeïta-(Nd), vanackerita, miyahisaïta, pieczkaïta, hidroxilhedifana, pliniusita, parafiniukita, arctita, krügerita i goryainovita.

## Jaciments
Havien estat molt famosos a principis del segle XX els exemplars de les mines d'El Horcajo, Almodóvar del Campo, Ciudad Real (Castella-la Manxa), i a finals del segle els de la mina de San Andrés, a Espiel, Còrdova (Andalusia), jaciments tots dos ja exhaurits. Molt bones peces han sortit de la mina Daoping, a la regió de Guangxi Zhuang (Xina).